# Министерство финансов и экономики Исландии
Министерство финансов и экономики Исландии (исл. Fjármála- og efnahagsráðuneyti) отвечает за контроль над финансами правительства Исландии. 

## Компетенция
Основными задачами Министерства являются:
- Экономическая стабильность и высокий уровень жизни
- Сбалансированная казна в долгосрочной перспективе
- Экономичная и эффективная налоговая среда
- Ответственное и ориентированное на эксплуатационные характеристики управление государственными финансами
- Прозрачные операции сектора государственного управления и эффективная организационная структура
- Государственные служащие самого высокого качества
- Надежный сервис с акцентом на профессиональную деятельность